# ギターララティーナ

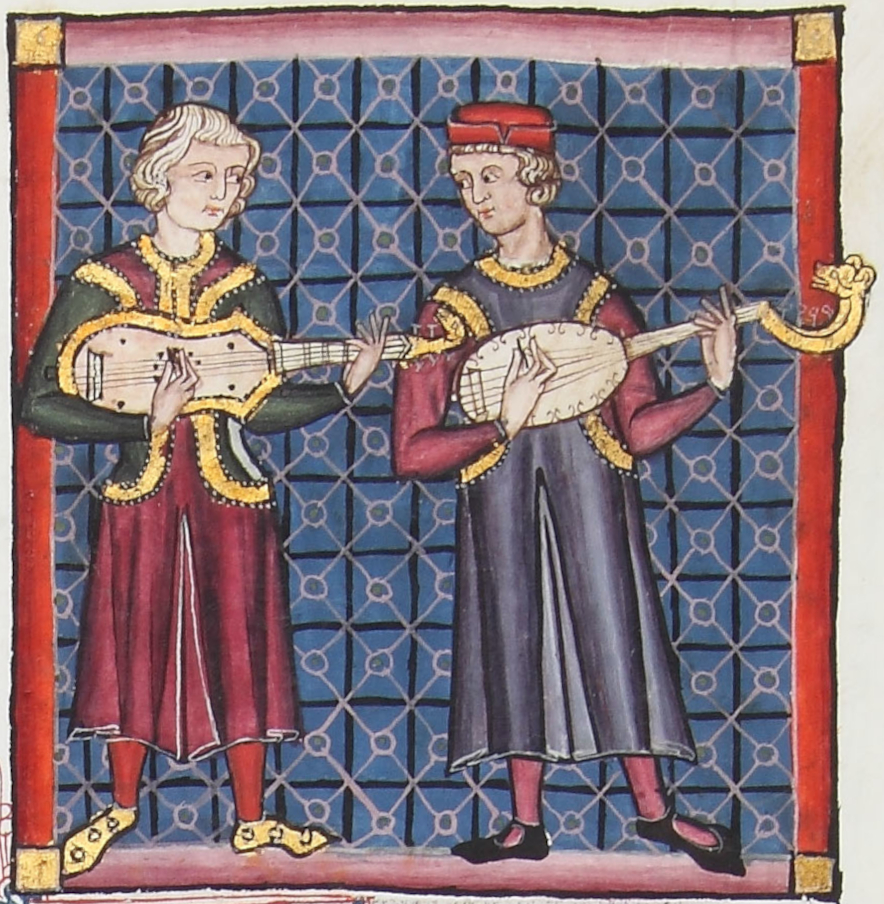
聖母マリアのカンティガス、カスティーリャ/スペイン、cからのラベルのない写真。 1300〜1340年代。左の楽器はギタララティーナとシトルの両方と呼ばれている（左）。もう1つの楽器はギターラモリスカと呼ばれている。

ギタララティーナ（Guitarra latina）は、ヨーロッパの中世の撥弦楽器。各コースは単弦で、通常はピックを用いて演奏する。側面が湾曲したこのシトルは、中世の音楽テキストであるカンティガスデサンタマリアに、別のギターであるギターラモリスカとともに描かれている。

## 参考資料
- グローブ辞書ニューグローヴ世界音楽大事典。マクミラン出版社、1980年出版。ISBN 1-56159-229-3 。